# 哈菲兹墓
哈菲兹墓（‎，Hāfezieh）位于伊朗设拉子北部的莫萨拉花园，是14世纪波斯诗人哈菲兹的墓葬和纪念建筑，目前的建筑由法国考古学家和建筑师安德烈·戈达尔于1935年设计，兴建在1773年旧建筑的遗址上。
哈菲兹是伊朗最受欢迎的诗人，于1315年出生在设拉子，1390年在设拉子去世。哈菲兹墓是伊朗所有旅游古迹中游客最多的名胜。

## 圖集

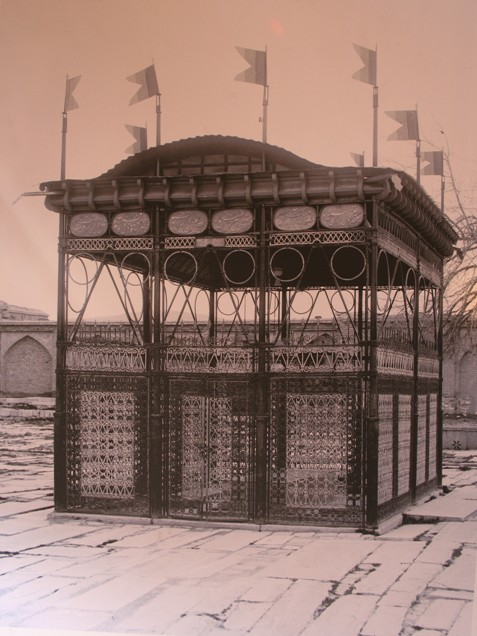
哈菲茲墓重建前的舊貌
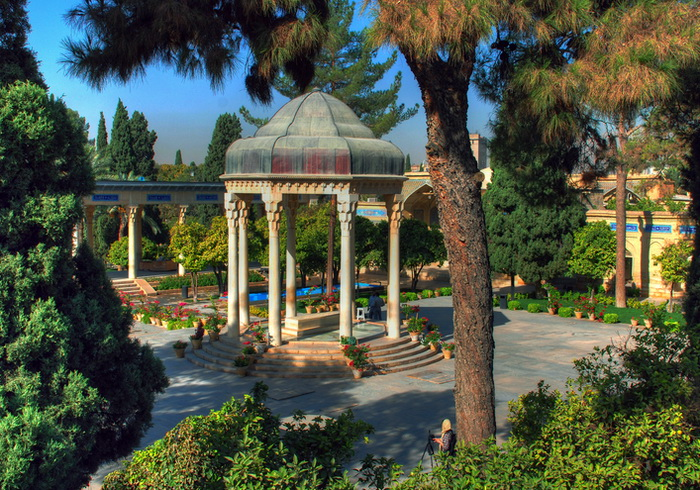
陵墓今貌
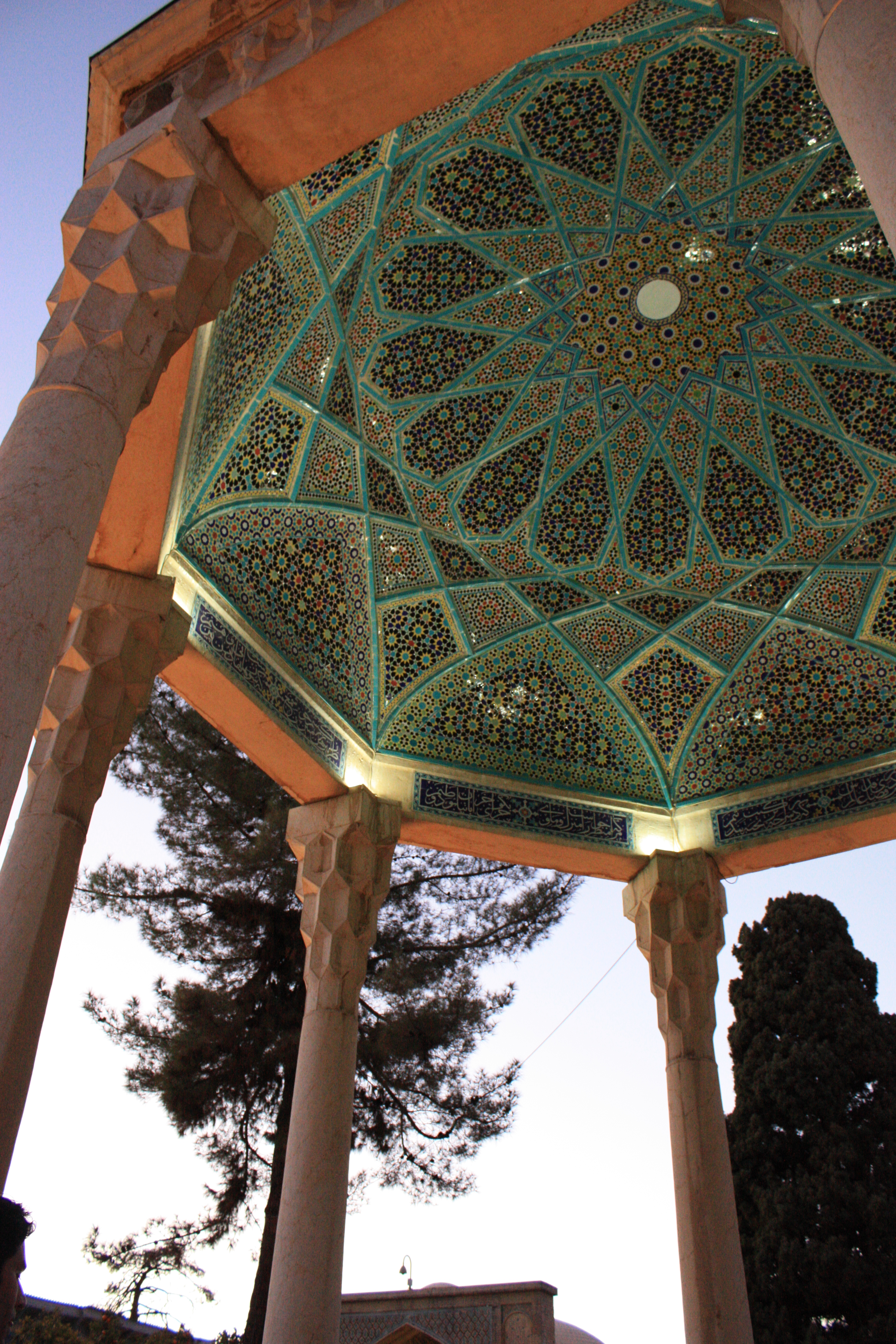
墓亭天頂
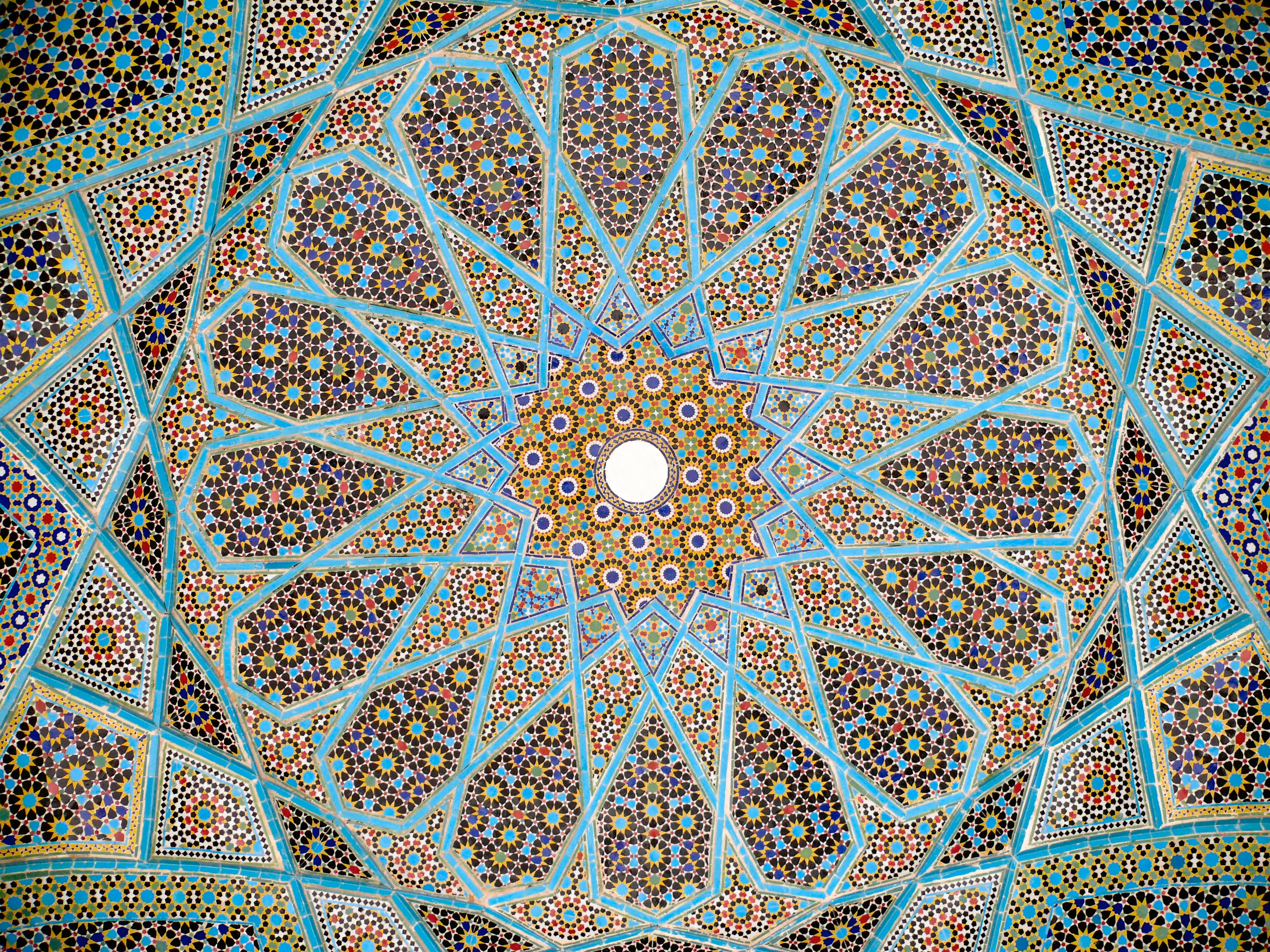
墓亭天頂
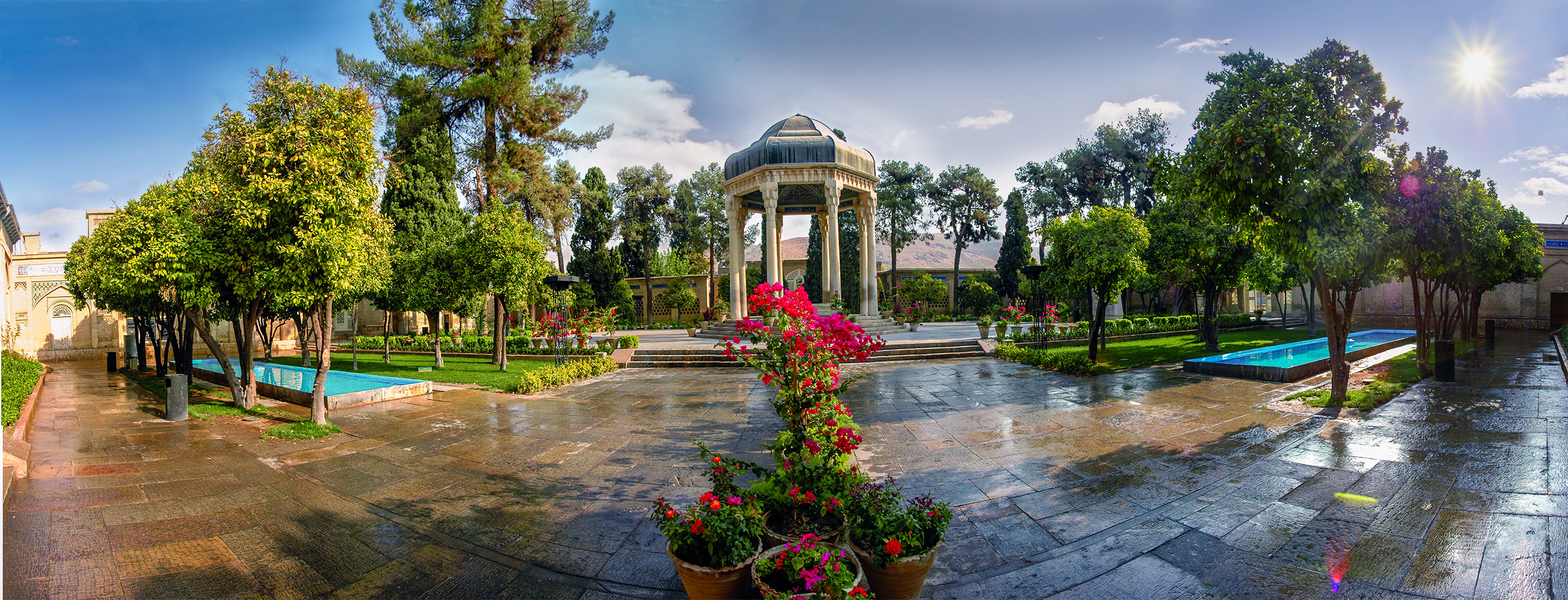
墓園全景
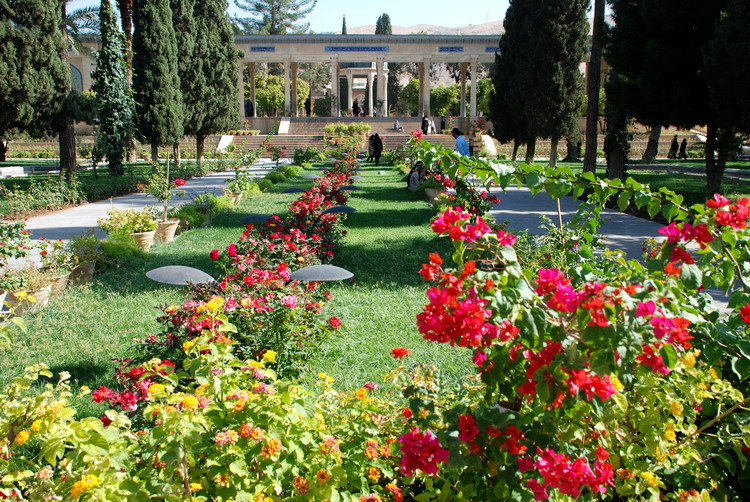
花園
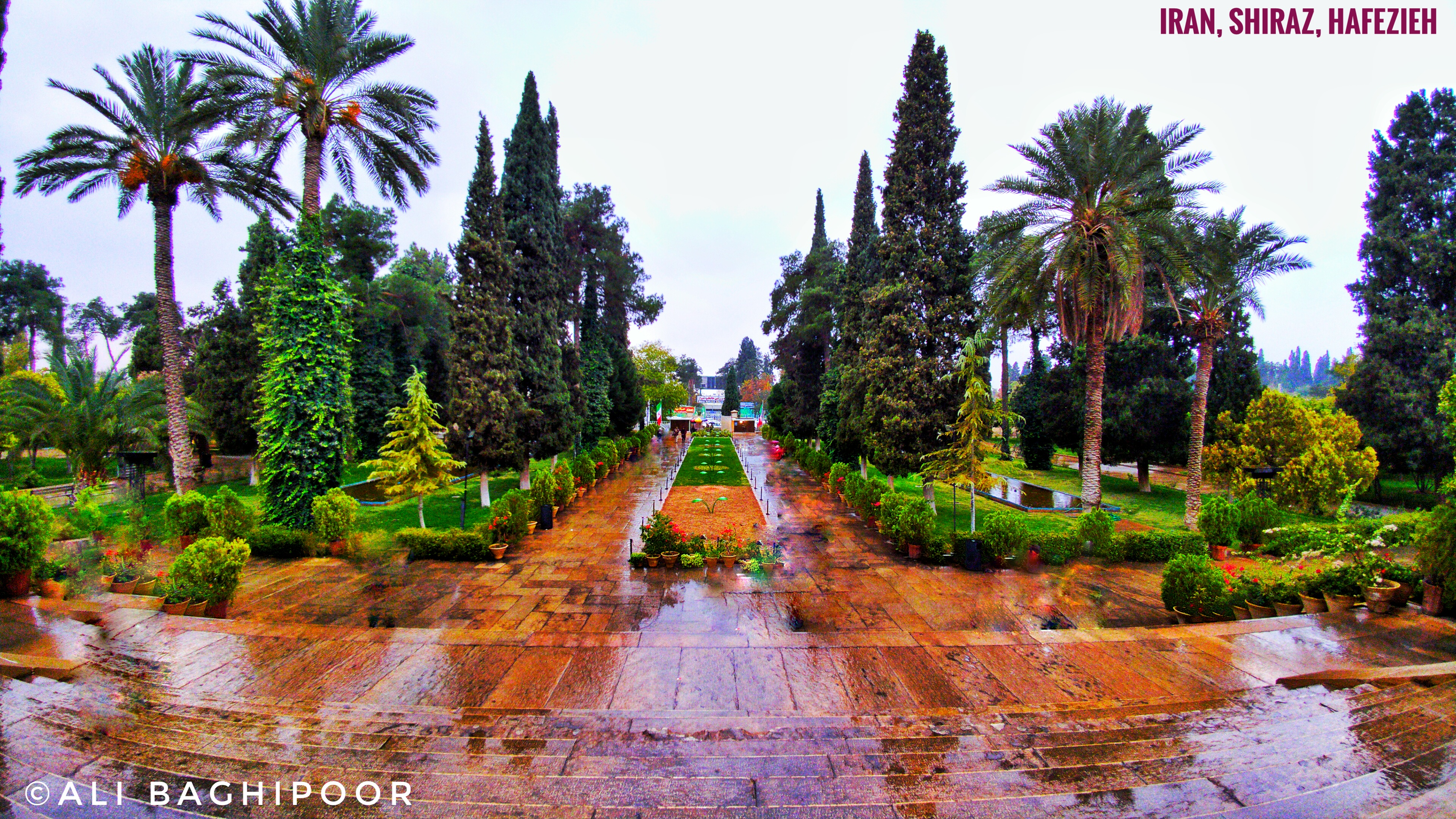
花園
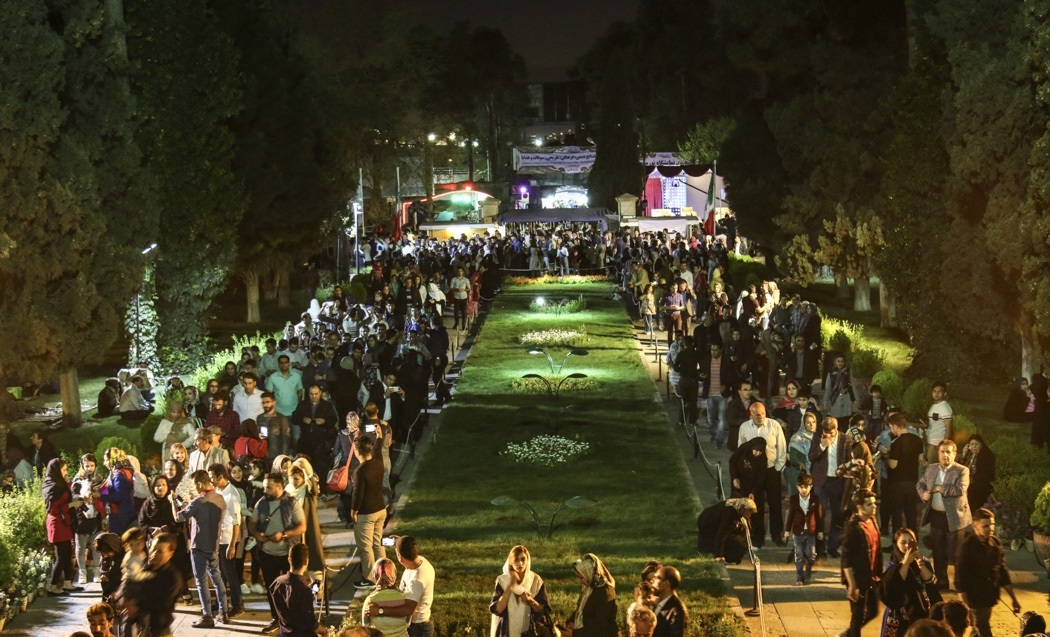
2018年聚集在墓園中慶祝诺鲁兹节的伊朗民眾
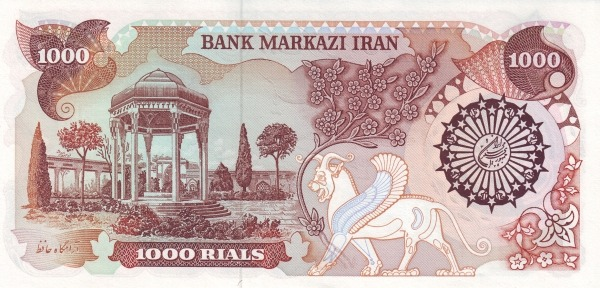
1981年版伊朗紙鈔上的哈菲茲墓圖案